# Más allá del tiempo
Más allá del tiempo es una serie unitaria producida para el canal regional colombiano Teleantioquia, en la que se busca resaltar el protagonismo que ilustres antioqueños han tenido para la sociedad antioqueña y el país, recreando los momentos más importantes de sus vidas y el papel que representaron.
Mezclando dos formatos, documental y argumental, la serie es fiel a la historia y a las hazañas de estas personalidades.

## Reparto

### Primera temporada
| Actor                | Personaje               | Ocupación                   | # EP | Época Ambientación |
| -------------------- | ----------------------- | --------------------------- | ---- | ------------------ |
| Luis Eduardo Arango  | Roberto Cadavid Misas   | Columnista de El Colombiano | 1    | 1978-1989          |
| Nicolás Montero      | José María Villa Villa  | Ingeniero                   | 2    | 1888-1895          |
| Luces Velásquez      | Javiera Londoño         | Defensora de los esclavos   | 3    | 1696-1757          |
| Humberto Dorado      | Manuel Uribe Ángel      | Médico                      | 4    | 1822-1904          |
| Sebastián Boscán     | Fernando González Ochoa | Escritor                    | 5    | 1895-1964          |
| Víctor Hugo Morant   | Ramón Vásquez           | Pintor                      | 6    | 1922-2015          |
| Jorge Herrera        | Tomás Carrasquilla      | Escritor                    | 7    | 1850-1940          |
| Linda Lucía Callejas | María Cano              | Política                    | 8    | 1887-1967          |
| Diego León Hoyos     | Pedro Nel Gómez         | Ingeniero y pintor          | 9    | 1899-1984          |
| Jimmy Vásquez        | Atanasio Girardot       | Prócer de la independencia  | 10   | 1791-1813          |
| Nicolás Montero      | José María Villa        | Ingeniero y matemático      | 11   | 1850-1913          |

### Segunda temporada
| Actor                  | Personaje                 | Ocupación                        | # EP | Época Ambientación |
| ---------------------- | ------------------------- | -------------------------------- | ---- | ------------------ |
| Mauro Donetti          | Epifanio Mejía            | Poeta                            | 1    | 1864-1913          |
| Mauricio Figueroa      | Alejandro Echavarría      | Empresario                       | 2    | 1877-1928          |
| Felipe Giraldo         | Gonzalo Mejía             | Empresario                       | 3    | 1911-1956          |
| Iván Rodríguez         | Don Pepe Sierra           | Empresario                       | 4    | 1846-1921          |
| Luisa Fernanda Giraldo | Luz Castro de Gutiérrez   | Enfermera, filántropa y Política | 5    | 1941-1991          |
| Luis Fernando Múnera   | Marco Fidel Suárez        | Presidente de la República       | 6    | 1855-1927          |
| Julio Correal          | Porfirio Barba Jacob      | Poeta                            | 7    | 1895-1942          |
| Juan Ángel             | Belisario Betancur        | Presidente de la República       | 8    | 1923-2018          |
| Alberto Cardeño        | Rodrigo Arenas Betancourt | Escultor                         | 9    | 1919-1995          |
| Álvaro García Trujillo | Rafael Uribe Uribe        | Político y militar               | 10   | 1859-1914          |

### Tercera Temporada
| Actor                     | Personaje               | Ocupación                                     | # EP | Época Ambientación |
| ------------------------- | ----------------------- | --------------------------------------------- | ---- | ------------------ |
| Luis Fernando Bohórquez   | Francisco Antonio Cano  | Artista Plástico                              | 1    | 1911-1935          |
| Carlos Congote            | Carlos Eugenio Restrepo | Presidente de la República                    | 2    | 1885-1913          |
| Juan Fernando Sánchez     | Melitón Rodríguez       | Fotógrafo                                     | 3    | 1883-1915          |
| Freddy Ordóñez            | Pedro Justo Berrío      | Militar y político                            | 4    | 1854               |
| Mónica Pardo              | Laura Montoya           | Santa                                         | 5    | 1874-1949          |
| Carlos Duplat             | León de Greiff          | Poeta                                         | 6    | 1911-1976          |
| Manuel Prieto             | León de Greiff          | Poeta                                         | 6    | 1911-1976          |
| Kristina Lilley           | Benedicta Zur Nieden    | Esposa de Diego Echavarría Misas y filántropa | 7    | 1966-1975          |
| Jorge López               | Diego Echavarría Misas  |                                               | 7    | 1966-1975          |
| Carlos Humberto Gutiérrez | Padre Marianito         | Sacerdote beato                               | 8    | 1845-1926          |
| Elizabeth Minotta         | Betsabé Espinal         | Líder sindical                                | 9    | 1920-1932          |